# 高山温泉
高山温泉（たかやまおんせん）は、群馬県吾妻郡高山村にある温泉である。源泉は「いぶきの湯」と「ロマンの湯」がある。

## いぶきの湯
「いぶきの湯」の源泉温度は64度で、地下水で冷却し42.5度から43度としている。飲泉も可能。来客数は年間約4万人。高山温泉ふれあいプラザの源泉として利用されている。
1991年（平成3年）、当時吾妻郡内の町村で唯一温泉がなかった高山村において、ふるさと創生事業で交付された1億円を原資に湯脈調査が開始された。地質調査会社の助言を受け五領川近くの土地を1000メートル掘削したが温泉は出ず、更に町費2000万円を追加投入し200メートル追加掘削した段階で温泉を掘り当てた。